# Aceh
Aceh er en indonesisk provins, der har selvstændighed på det religiøse, kulturelle og uddannelsesmæssige område. Provinsen ligger i den nordligste del af Sumatra og har en befolkning på ca. 4,2 mio. 
Aceh er kendt for sin politiske uafhængighed og stærke modstand mod besættelse fra fremmede, herunder det tidligere hollandske kolonistyre og den nuværende indonesiske regering. Siden 2003 har Aceh været hjemsted for fornyede kampe mellem det indonesiske militær og lokale oprørere. Aceh-provinsen er, i modsætning til resten af Indonesien, præget af religiøs konservatisme. 
En af grundene til den indonesiske regerings modstand mod at give Acehs indbyggere selvstændighed er de store mængder af naturresurser, der findes i området, heriblandt olie.Et politisk forlig mellem Bevægelsen for et Frit Aceh (Gerakan Aceh Merdeka – GAM) og den indonesiske regering blev indgået i Helsinki d. 15. august 2005.[39]
Det vestlige kyster i provinsen, herunder hovedbyen Banda Aceh, blev svært beskadiget under tsunamikatastrofen 26. december 2004. 
5°33′N 95°19′Ø / 5.550°N 95.317°Ø